# シークレット・オヴ・アソシエーション
『シークレット・オヴ・アソシエーション』（原題：The Secret of Association）は、イングランドの歌手ポール・ヤングが1985年に発表した、ソロ名義では2作目のスタジオ・アルバム。

## 背景
「エヴリタイム・ユー・ゴー・アウェイ」は、ダリル・ホール&ジョン・オーツが1980年のアルバム『モダン・ヴォイス』で発表した曲のカヴァーで、オリジナル・ヴァージョンはシングル・カットされていないが、本作のヴァージョンはヤング最大のヒット・シングルとなった。「プレイハウス・ダウン」はアン・ピーブルスのカヴァーで、1984年に本作からの先行シングルとしてリリースされ、全英シングルチャートで9位を記録した。「哀しみのソルジャー」は、トム・ウェイツがアルバム『ソードフィッシュトロンボーン』（1983年）で発表した曲のカヴァーである。

## 反響・評価
母国イギリスでは、1985年4月6日付の全英アルバムチャートで初登場1位となり、合計49週にわたってトップ100入りした。アメリカのBillboard 200では19位に達し、自身唯一の全米トップ40アルバムとなった。日本では、ヤングのアルバムとしては初のオリコンLPチャート入りを果たし、合計23週トップ100入りして最高17位を記録した。
Jose F. Promisはオールミュージックにおいて5点満点中4点を付け、アルバムの全体像に関して「豪華なオーケストレーションと、ヤングならではのソウルフルなボーカルにより、彼の最高傑作というだけでなく、1980年代における優れたアルバムの一つとなっている」、「エヴリタイム・ユー・ゴー・アウェイ」のカヴァーに関して「オリジナルよりもずっと良い」と評している。

## 収録曲
特記なき楽曲はポール・ヤングとイアン・キューリーの共作。
1. バイト・ザ・ハンド - "Bite the Hand That Feeds" (Billy Livsey, Graham Lyle) – 4:29
2. エヴリタイム・ユー・ゴー・アウェイ - "Everytime You Go Away" (Daryl Hall) – 5:24
3. プレイハウス・ダウン - "I'm Gonna Tear Your Playhouse Down" (Earl Randle) – 5:06
4. エッジ・オブ・ラヴ - "Standing on the Edge" (Andrew Barfield) – 4:32
5. 哀しみのソルジャー - "Soldier's Things" (Tom Waits) – 6:20
6. 心の道標 - "Everything Must Change" – 5:34
7. メモリーズ - "Tomb of Memories" – 3:52
8. ワン・ステップ・フォワード - "One Step Forward" – 3:41
9. ホット・ファン - "Hot Fun" – 4:26
10. 恋の終末 - "This Means Anything" – 3:13
11. チェインズ - "I Was in Chains" (Gavin Sutherland) – 5:42

### CDボーナス・トラック
1. マン・イン・ザ・アイアン・マスク - "Man in the Iron Mask" (Billy Bragg) – 3:15

## 参加ミュージシャン
- ポール・ヤング - ボーカル
- イアン・キューリー - シンセサイザー、ピアノ、ハモンドオルガン
- ジョニー・ターンブル - ギター
- スティーヴ・ボルトン - ギター
- B.J.コール - ペダル・スティール・ギター
- ピノ・パラディーノ - ベース、チャップマン・スティック
- マット・アーヴィング - シンセベース
- マーク・ピンダー - ドラムス、エレクトロニック・ドラムス、ドラムマシン、パーカッション
- マーク・シャンテェルフォ - パーカッション
- ポール・ニーマン - トロンボーン (on #5)
- ビッグ・ジム・パターソン - トロンボーン (on #9)
- ニッキー・ペイン - サクソフォーン (on #7)
- マーク・フェルサム - バス・ハーモニカ (on #11)
- グラハム・プレスケット - ヴァイオリン
- Ged Doherty - アディショナル・ボーカル
- ジョージ・チャンドラー、ジミー・チェンバース、トニー・ジャクソン、キム・レスリー、マズ・ロバーツ - バッキング・ボーカル
- クリス・ディフォード、グレン・ティルブルック - バッキング・ボーカル (on #7)